# Sachsenrieder Forst
Der Sachsenrieder Forst (forstliche Bezeichnung: Sachsenrieder Rotwald, mit dem nördlich angrenzenden Denklinger Rotwald nahtlos zusammenhängend) ist ein historisch, forstwirtschaftlich und ökologisch bedeutsames Waldgebiet im bayerischen Alpenvorland zwischen Kaufbeuren und Schongau, auf dem Gebiet zweier Regierungsbezirke: Schwaben (Landkreis Ostallgäu) und Oberbayern (Landkreise Weilheim-Schongau und Landsberg am Lech). Er umfasst über 4.000 Hektar (zusammen mit dem Denklinger Forst sogar 8.200 Hektar) und ist einer der größten zusammenhängenden Wälder Oberbayerns, sowie einer der waldbaulich ertragreichsten Gebiete in Deutschland überhaupt.

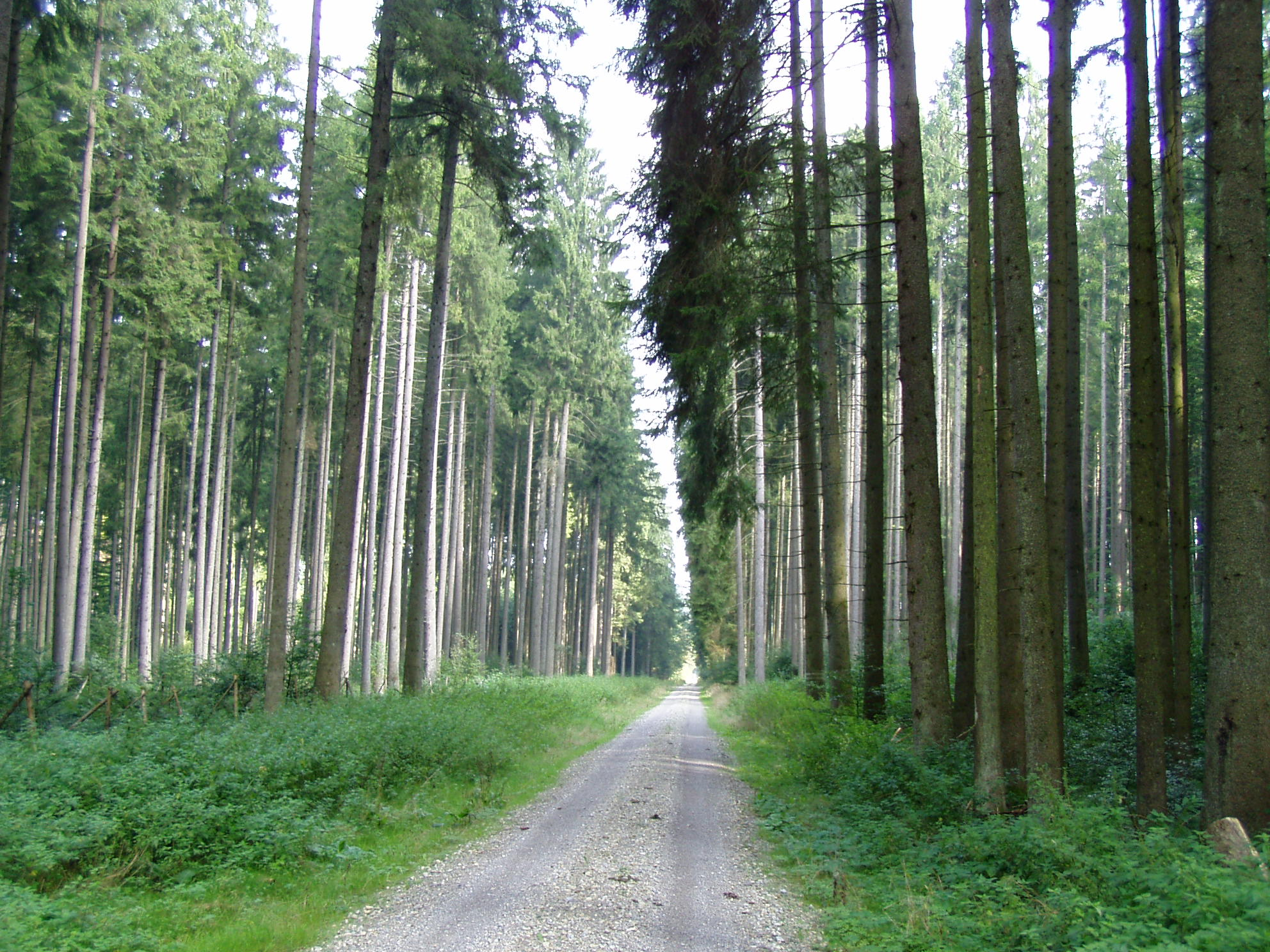
Sachsenrieder Forst

## Naturraum
Der Sachsenrieder Forst erstreckt sich über einen hügeligen Höhenzug (700 bis 850 Meter über NN) zwischen den Flusstälern der Wertach im Westen und des Lech im Osten.
Der geologische Untergrund besteht im nördlichen Teil aus Schottern der Hochterrassen des Lech, im südlichen Abschnitt aus Moränen der Rißeiszeit. Zahlreiche Taleinschnitte entwässern mit Bächen zum Lech, der hier noch sehr naturnah die unweit entfernte „Litzauer Schleife“, ein Naturschutzgebiet, bildet.
Das von Straßen und Rodungsflächen weitgehend unzerschnittene – und dadurch für scheue und großräumig wandernde Wildtiere bedeutende – Waldgebiet ist im Gegensatz zu den kaum bewaldeten fruchtbaren Wiesen- und Ackerbaulandschaften der Umgebung fast rein von Rotfichten bestanden. Die eingestreuten Bachtäler und Hänge mit Quellaustritten, anmoorigen Feuchtgebiete und Magerrasen sind von erheblicher Bedeutung als Lebensraum für Pflanzen und Tiere.
Im Sachsenrieder Forst bestehen in Bezug auf Bodenbeschaffenheit und -qualität, Klima und Niederschlagsmenge, herausragend gute Bedingungen für das Wachstum der „Sachsenrieder Fichte“.

## Geschichte
Der namensgebende Ort Sachsenried (Gemarkung Schwabsoien) weist auf die Entstehungsgeschichte vieler Siedlungen der Region (z. B. Ingenried und der Weiler Erbenschwang, Krottenhill und Huttenried) im Mittelalter der Karolingerzeit hin: Nach der Unterwerfung des Herzogtums Bayern im Jahr 788 ließ nämlich Karl der Große zwischen 794 und 803 aus dem Gebiet des heutigen Niedersachsen etwa zehntausend Familien mitsamt Gesinde in entlegene Teile des Frankenreiches umsiedeln, vorwiegend in den Süden, um die dort noch bestehenden weiträumigen Urwald-Gebiete zu roden und neue Siedlungen zu errichten. Viele Ortsnamen, die auf -ried enden (neben Sachsenried z. B. Ingenried, Königsried, Huttenried) weisen auf diese Entstehung durch Waldrodung hin.
Der Forst war vermutlich ein Teil des weitläufigen ehemaligen fränkischen Königsgut-Bezirkes, als dessen Mittelpunkt Kaufbeuren galt. Erstmals urkundlich belegt sind der Sachsenrieder und Denklinger Forst 1059 auch als Königsschenkung. Damals hieß der Sachsenrieder Forst auch Königsforst. Der Ortsname Königsried weist noch darauf hin.
Zusammen mit den Neusiedlern kamen „administratores“ (Verwaltungsbeamte) der Frankenkönige. Diese waren überwiegend Welfen aus dem Bereich Maas-Mosel. Zum Dank bekamen sie vom König fränkische Reichsgüter als Lehen. Im 10. Jahrhundert bereits waren die Welfen – deren Hauptsitz in der Burg Peiting war – einflussreiche Grundherren mit großen Besitzungen um Landsberg und Schongau. Im Umfeld des Sachsenrieder Forstes zählten z. B. Altenstadt, Schwabsoien und Schwabbruck, sowie Ingenried, Erbenschwang, Huttenried und Enkenried dazu. Mehrfach (so in Ingenried) erinnert ein Löwe im Wappen an die Welfen.
Ab 1555 führte ein eigens eingesetzter Forst- und Jägermeister des Hochstiftes Augsburg, in Denklingen angesiedelt, die verschiedenen Forstdistrikte. Im Ortswappen von Schwabsoien erinnert ein Kiefernzapfen in der Krümmung eines Bischofsstabs an den Sachsenrieder Forst als Kirchenbesitz (der Kiefernzapfen ist als „Stadtpyr“ auch Wappensymbol Augsburgs).
Nach der Säkularisation wurde das nun staatliche Forstamt 1803 nach Kaufbeuren, 1885 nach Dienhausen verlegt. Von 1917 bis 1973 kam es erneut nach Denklingen.

### Sachsenrieder Bähnle und Dampflokrunde
Der verkehrsmäßig kaum erschlossene einsame Sachsenrieder Forst war immer eine große Barriere für die sozialen und politischen Verbindungen zwischen Oberbayern im Osten und dem schwäbischen Allgäu im Westen. Insbesondere im Winter bei Glatteis und Schnee ist die Straße zwischen Kaufbeuren und Schongau, die teilweise starke Gefälle und Kurven aufweist, auch heute noch schwierig befahrbar.
Erst 1922 wurde die Bahnstrecke Kaufbeuren–Schongau eröffnet. Das „Sachsenrieder Bähnle“, eine Nebenstrecke der Bahnstrecke Buchloe–Lindau, fuhr jahrzehntelang viele Sonntagsausflügler vom allgau-schwäbischen Stadt Kaufbeuren bis zum Haltepunkt „Osterzell“ oder bis zur Haltestelle „Sachsenrieder Forst“ (bei km 17,0), von wo aus Wanderwege zur Ausflugsgaststätte „Waldhaus“ führten (siehe unten). Dort erreichte die Bahnstrecke mit 818 Metern ihren Höhepunkt. Zwischen dem Sachsenrieder Forst und dem oberbayrischen Schongau und Peißenberg diente die Bahn vorrangig zum Transport von Grubenholz für die Kohlebergwerke in Peiting und Peißenberg.
1977 wurde die Strecke stillgelegt, die Gleise abgebaut. Der Landkreis Ostallgäu und die Stadt Kaufbeuren kauften die Trasse von der Stadtgrenze Kaufbeuren bis zum Haltepunkt Sachsenrieder Forst und legten auf dem verbliebenen Schotterbett einen regionalen Radweg an, der heute als Teilstück der „Dampflokrunde“ sehr beliebt ist.
In den letzten Jahren entstand, mit Unterstützung der EU, das Verwaltungsgrenzen überwindende Projekt „Auerbergland“, in dem sich „grenz“nahe Gemeinden aus beiden Regierungsbezirken rund um den südlich des Waldgebietes gelegenen Auerberg zu einer Kooperation auf touristischem und wirtschaftlichem Gebiet zusammengefunden haben.
Am 29. September 2013 wurde der knapp 35 Kilometer lange Themenradweg Sachsenrieder Bähnle zwischen Schongau und Kaufbeuren am ehemaligen Waldbahnhof feierlich eröffnet.

### Waldhaus

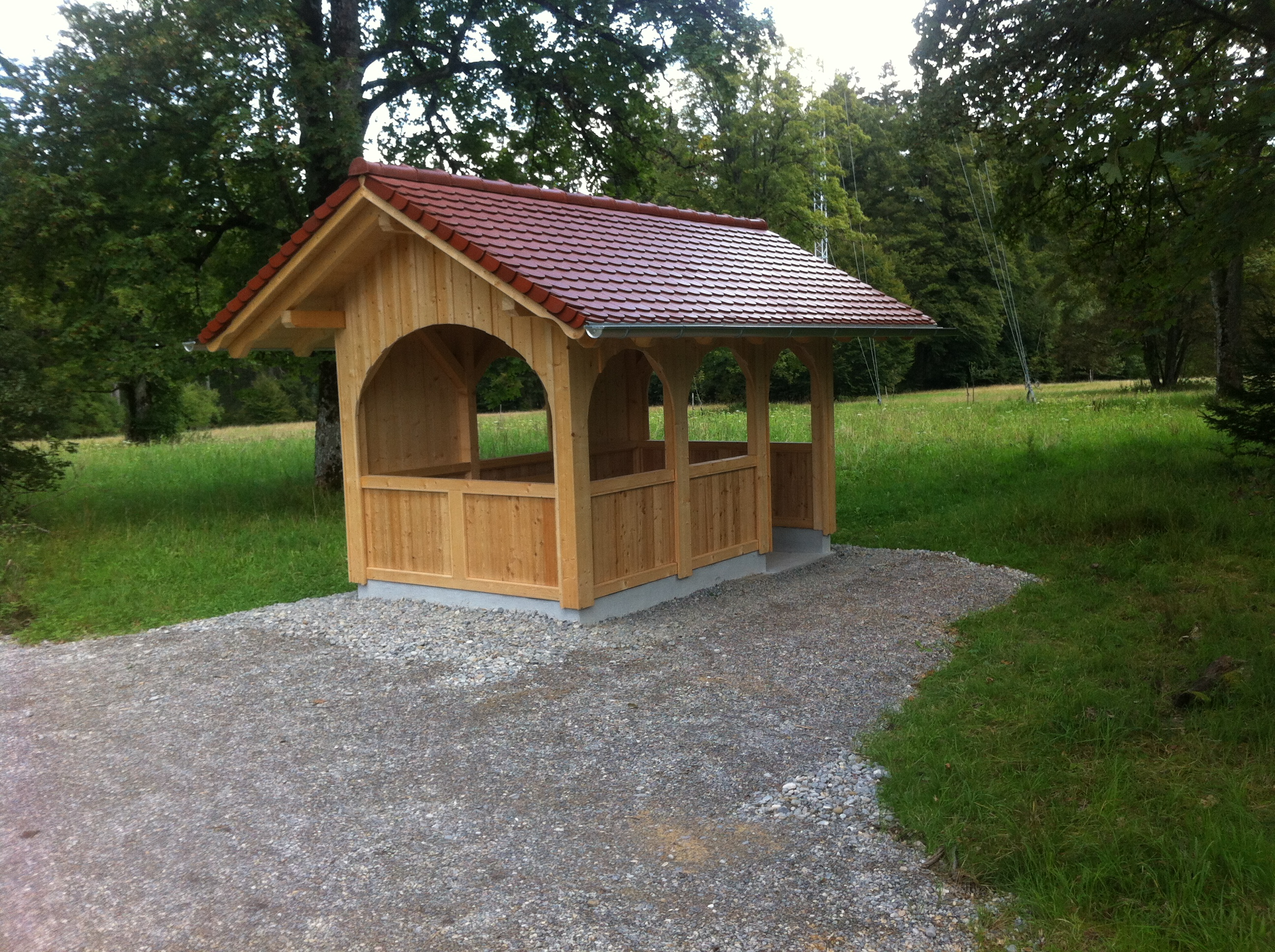
Die im Jahr 2014 errichtete Holzhütte auf der Waldhauswiese

Das so genannte „Waldhaus“ wurde 1864 als Verpflegungs- und Schutzhaus erbaut und wurde in der Folge ein traditioneller Treffpunkt für Forstleute und Ausflügler. Über der Gaststätte im Erdgeschoss befand sich eine Wohnung und Dienststelle für einen Forstbeamten. Im Jahre 1869 wurde rund ums Waldhaus eine Anpflanzung mit exotischen Bäumen und Sträuchern angelegt, wohl als eine Art Lehrgarten. Viele Jahre bestand hier auch die erste und lange Zeit einzige bayerische Belegstation (Zuchtstation) für die Zucht von Bienenköniginnen der Rasse Nigra. Im Februar des Jahres 1980 wurde das Waldhaus wegen Baufälligkeit sowie fehlender Strom- und Wasserversorgung abgerissen.
In unregelmäßigen Abständen werden die sog. „Waldhausfeste“ auf der noch vorhandenen Waldhauswiese abgehalten. Auf der Wiese wurde im Jahr 2014 ein kleiner Holzpavillon inklusive Informationstafeln sowie ein Gedenkstein von den Bayerischen Staatsforsten errichtet. Die Holzhütte erinnert an den Bau des Waldhauses vor 150 Jahren.

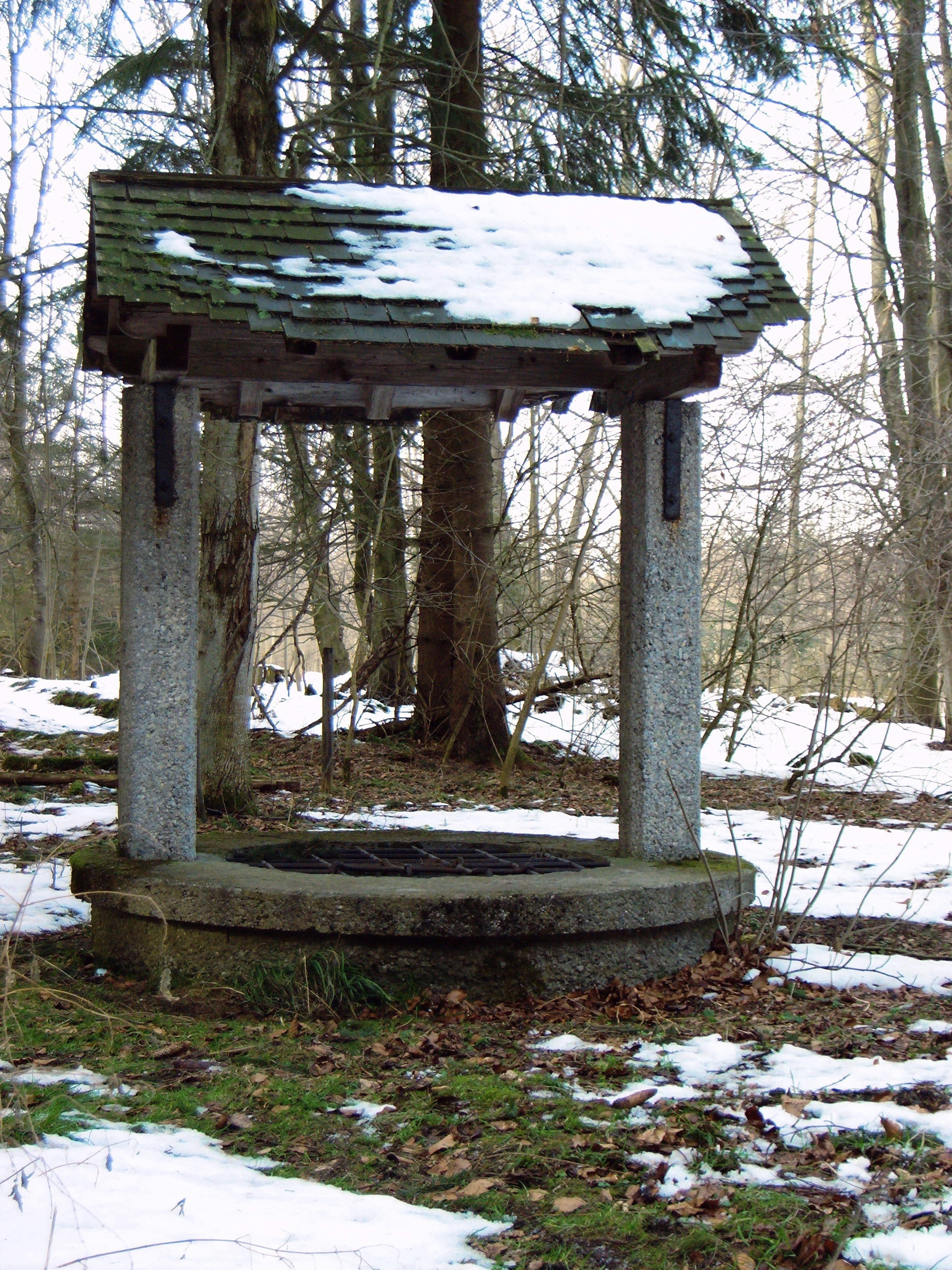
Ehemaliger Tiefbrunnen der Wüstung Haberatshofen

### Frühere Besiedelung
In der Nähe von Ödwang im Südwesten des Waldgebiets liegen die Ruinen des Weilers Haberatshofen, der 1845 aufgegeben wurde und wüst gefallen ist. Erkennbar sind noch Grundmauern, ein ehemaliger Tiefbrunnen, sowie eine Statue bei der alten Dorfkapelle, in deren Nähe einige Grabsteine aus dem Boden schauen. Östlich der Wüstung Haberatshofen gibt es Reste eines mittelalterlichen Burgstalls.

### Persönlichkeiten
August Ganghofer, der spätere Leiter und Reformer des bayerischen Forstwesens, Gründer der Königlich bayerischen Forstversuchsanstalt, erhielt seine Berufsausbildung im Sachsenrieder Forst und war anschließend beim Kaufbeurer Forstamt tätig. Sein Sohn, der 1855 in Kaufbeuren zur Welt gekommene Heimatschriftsteller Ludwig Ganghofer, bekam daher im Sachsenrieder Forst seine ersten Kindheitseindrücke vom später in seinen Werken vielbeschriebenen Wald.